# Saint-Georges-des-Sept-Voies
Saint-Georges-des-Sept-Voies là một xã thuộc tỉnh Maine-et-Loire trong vùng Pays de la Loire phía tây nước Pháp. Xã này nằm ở khu vực có độ cao trung bình 62 mét trên mực nước biển.